# Miho Takeda
Miho Takeda (jap. 武田 美保, Takeda Miho; * 13. September 1976 in Kyōto) ist eine ehemalige japanische Synchronschwimmerin.

## Erfolge
Miho Takeda gewann 1994 bei den Weltmeisterschaften in Rom nach Rang zwei in der Mannschaftskonkurrenz ihre erste internationale Medaille. Zwei Jahre darauf gab sie in Atlanta ihr olympisches Debüt und schloss den Mannschaftswettkampf mit Miya Tachibana, Akiko Kawase, Rei Jimbo, Raika Fujii, Miho Kawabe, Junko Tanaka, Riho Nakajima und Kaori Takahashi mit 97,753 Punkten auf dem dritten Platz ab, womit die Japanerinnen hinter den Mannschaften der Vereinigten Staaten und Kanadas Bronze gewannen. 1998 sicherte sich Takeda bei den Asienspielen in Bangkok mit Miya Tachibana die Goldmedaille im Duett. Diesen Erfolg wiederholten die beiden bei den Asienspielen 2002 in Busan. Dazwischen belegten sie bei den Weltmeisterschaften 1998 in Perth im Duett ebenso den zweiten Platz wie mit der Mannschaft. Sie traten zudem gemeinsam im Duett bei den Olympischen Spielen 2000 in Sydney an. Sowohl in der Qualifikation als auch im Finale wurden sie nur von den beiden Russinnen Olga Brusnikina und Marija Kisseljowa übertroffen, die Olympiasiegerinnen wurden, während Tachibana und Takeda Silber erhielten. Auch in der Mannschaftskonkurrenz mussten sich die Japanerinnen lediglich der russischen Mannschaft geschlagen geben und gewannen vor den drittplatzierten Kanadierinnen eine weitere Silbermedaille. Neben Takeda und Tachibana gehörten Ayano Egami, Raika Fujii, Yōko Isoda, Rei Jimbo, Yōko Yoneda und Yūko Yoneda zum Aufgebot Japans.
2001 wurden Takeda und Tachibana in Fukuoka gemeinsam Weltmeisterinnen im Duett und belegten mit der Mannschaft den zweiten Platz. Zwei Jahre darauf verpassten sie in Barcelona knapp die Titelverteidigung. Als Zweitplatzierte blieben sie hinter den Russinnen Anastassija Dawydowa und Anastassija Jermakowa, die sie 2001 noch auf Platz zwei hatten verweisen können. Mit der Mannschaft wurden sie erneut hinter Russland Vizeweltmeisterinnen. Bei den Olympischen Spielen 2004 in Athen trat Takeda erneut in zwei Konkurrenzen an, darunter im Duett mit Miya Tachibana. Sie erzielten im Finale 49,417 Punkte und gewannen als Zweitplatzierte die Silbermedaille. Erneut setzten sich die beiden Russinnen Anastassija Dawydowa und Anastassija Jermakowa, die 49,917 Punkte erhielten, gegen Takeda und Tachibana durch. Bronze ging an die US-Amerikanerinnen Alison Bartosik und Anna Kozlova. In der Mannschaftskonkurrenz sicherte sich die japanische Mannschaft, zu der neben Takeda und Tachibana noch Michiyo Fujimaru, Saho Harada, Naoko Kawashima, Kanako Kitao, Emiko Suzuki, Juri Tatsumi und Yōko Yoneda gehörten, einmal mehr hinter Russland Silber. Sie erhielten mit 98,667 Punkten genau einen Punkt weniger als die Russinnen und einen Punkt mehr als die drittplatzierten US-Amerikanerinnen. Die Spiele waren Takedas letzter internationaler Wettkampf.
Takeda ist Absolventin der Ritsumeikan-Universität und mit Eikei Suzuki verheiratet, dem ehemaligen Gouverneur der Präfektur Mie. 2018 wurde sie in die International Swimming Hall of Fame aufgenommen.